# Kevin Kallaugher
Kevin Patrick Kallaugher (Norwalk, Connecticut, 23 de Março de 1955) é um cartunista na área da política do jornal The Economist, tendo também já trabalhado no Baltimore Sun. No The Economist assina como KAL.